# Alfred Resch
Alfred Resch (* 2. Juni 1890 in München; † 20. Jahrhundert) war ein deutscher Jurist und Präsident des Oberlandesgerichts München.

## Leben
Nach dem Studium der Rechtswissenschaften in München legte er 1914 die erste juristische Staatsprüfung ab. Danach nahm er am Ersten Weltkrieg teil. 1920 legte er die zweite juristische Staatsprüfung ab. 1921 wurde er juristischer Fachreferent im Heeresabwicklungsamt und im selben Jahr Gerichtsassessor im bayerischen Staatsministerium der Justiz.
1935 wurde er Oberlandesgerichtsrat am Oberlandesgericht München und im selben Jahr dienstaufsichtsführender Oberstaatsanwalt beim Landgericht München I mit Amtsbezeichnung Ministerialrat. Am 3. September 1937 beantragte er die Aufnahme in die NSDAP und wurde rückwirkend zum 1. Mai desselben Jahres aufgenommen (Mitgliedsnummer 5.017.360). 1943 wurde er Oberlandesgerichtsrat am Oberlandesgericht München mit der Amtsbezeichnung Ministerialrat.
Er wurde durch Spruch der Spruchkammer München X 1947 zunächst als Mitläufer und 1948 als Entlasteter eingestuft. 1947 wurde er in das Beamtenverhältnis auf Lebenszeit berufen und Landgerichtsdirektor am Landgericht München.
1948 wurde er Oberlandesgerichtsrat am Bayerischen Obersten Landesgericht und dort 1950 Senatspräsident.
Von 1954 bis 1956 war er Präsident des Oberlandesgerichts München. 1956 trat er in den Ruhestand.